# HANA-BI
『HANA-BI』（はなび、米: Fireworks）は、1998年公開の日本映画。監督・脚本・編集・挿入画、北野武。主演はビートたけし。
妻や同僚の生と死、そして妻との逃亡を敢行する一人の孤独な刑事の人生模様を描く。
第54回ヴェネツィア国際映画祭にてグランプリにあたる金獅子賞を受賞しており、日本映画のグランプリ受賞は『無法松の一生』以来39年ぶりであった。
キャッチコピーは「そのときに抱きとめてくれるひとがいますか」。

## あらすじ
病に身体を蝕まれ余命いくばくもない妻（岸本加世子）を持つ刑事・西（ビートたけし）はある日、凶悪犯（薬師寺保栄）の自宅張り込みを同僚の堀部（大杉漣）からの提案で代わってもらい、妻の見舞いに向かう。そこで担当医（矢島健一）から妻の容体は風前の灯の状態であると聞いた西は絶望するが、更に悪いことは続き堀部が犯人に銃撃されたとの知らせを部下の中村（寺島進）から受ける。西らはその後犯人を追い詰め、捕らえようとするも抵抗する犯人が発砲し中村が重傷を負い、もう1人の部下・田中（芦川誠）が犠牲になる。西は怒りと自棄から犯人を射殺し、その死体に何発も銃弾を撃ち込むのだった。堀部は命こそ取り留めたものの車椅子を使わなければならない体になってしまい、妻子にも出ていかれてしまっていた。
刑事を退職した西はヤクザから金を借り、妻に不自由ない生活を送らせようとするが、返済が滞っていく。やがて銀行強盗を強行して得た金で借金を解消した西は、妻を連れて最後の旅に出る。一方、妻子と別れた堀部は、西から送られた金で絵を描き始める。
一方の西は妻と最後の旅を静かに楽しんでいた。しかし、西が銀行強盗で金を手に入れたことに気づいて金を更に奪おうとするヤクザと、西の行動を不審に思った嘗ての同僚である中村達が西を徐々に追い詰めていく…。

## キャスト
西 佳敬
演 - ビートたけし
刑事だったが、部下たちが銃撃を受けて死傷者を出した責任を感じて退職。以前は優秀な刑事で熱くなった堀部を抑えるような役目だったが、キレると何をしでかすか分からない凶暴な性格。殉職した田中の妻子の為に毎月仕送りの金を渡す義理堅い人物で、自分より妻の事を優先に考える愛妻家。
西 美幸
演 - 岸本加世子
西の妻。不治の病に冒されている。自身の病気のこともあるが、それ以上に幼い娘を亡くしたショックで、ほとんど話せない状態。刑事を退職した西と旅行に出かける。木製のパズルを静かに楽しむ。
堀部 泰助
演 - 大杉漣
刑事時代の西の同僚。西とは中学高校からの腐れ縁。凶悪犯に銃撃されて辛うじて一命は取り留めたものの下半身が不自由になり車椅子の生活となったことから人生が一変。退院と依願退職と同時に妻と子供に出て行かれる。仕事一筋で無趣味だったが、その後絵を描くことに興味を持ち描き始める。離婚直後にショックから睡眠薬による自殺未遂を起こしている。その生き様は西や中村にも影響を与えた。

### 警察
中村 靖
演 - 寺島進
刑事時代の西の部下。西が退職後に自身の結婚が決まるが、堀部の家庭環境の変化から結婚観が揺らぐ。退職した西と堀部とは、その後も時々連絡を取り合う。
田中
演 - 芦川誠
刑事時代の西の部下。凶悪犯の銃弾を受け殉職する。生前は美幸の病状などを心配していた。
永井刑事
演 - 逸見太郎
若手刑事。中村の部下でいつも行動を共にする。西の退職後に刑事になったため、現役時代の西について中村に話を聞く。
刑事課長
演 - 田村元治
刑事
演 - 納谷真大、小西崇之

### 西に金を貸したヤクザ
ヤクザの幹部
演 - 西沢仁太
貸金業を営んでおり、西が借金をした相手。債務者に契約時より高い利子をつけて返済するよう脅すなどあくどいやり方をしている。
東条 正次
演 - 白竜
貸金業のヤクザの一味。怒ると花瓶で相手を殴ったり、銃で相手を撃ったり（借金を返さない等、露骨に反抗してきた相手だけでなく気にくわない冗談を言った仲間の組員等にも容赦しない）手荒い行動に出る武闘派。
チンピラ
演 - 鬼界浩巳、森下能幸、佐久間哲
貸金業のヤクザの下っ端たち。西に取り立てをした時にバカにした発言をしたため返り討ちにあう。その後も何度か西の前に現れしつこく取り立てに来る。

### 西と関わる他の人
凶悪犯
演 - 薬師寺保栄
自身を捕まえようとする刑事たちを銃で襲い、ほどなくして西に銃で撃たれて死亡。終始無言・無表情で、不意をついて上に覆い被さってきた西を片手で殴り倒して逆転する腕力の持ち主｡
田中の妻
演 - 大家由祐子
刑事だった夫の死後、シングルマザーとして弁当屋で働きながら子どもを育てる。その後も責任感を感じた西と会って、生活ぶりを話す。
悪ガキ
演 - ショー小菅、ガンビーノ小林
青いつなぎを着た二人組。詳しくは不明だが駐車場に停めた西の車のボンネットの上で弁当を食い散らかしたのが見つかり殴られる。
板前
演 - 柳ユーレイ、お宮の松
休憩中らしく、刑事たちの張り込み現場近くの道路でキャッチボールをしていた時に西と出会う。
スクラップ屋の親父
演 - 渡辺哲
短気で気に入らないことがあるとすぐ相手に暴力を振るう。西のことを気に入り、盗難車であるため脅してタダで入手した車(タクシー)を5万円で西に譲る。
スクラップ屋の従業員
演 - 岸菜愛
スクラップ屋で働くシンナー中毒のやる気のない従業員。
銀行前にいる男
演 - 無法松
暇な建設作業員。気のいい性格で、強盗前にパトカー(タクシーを改造したもの)からモデルガンで撃つマネをする西に付き合って撃たれたフリをする。
車に当て逃げされたチンピラ
演 - 玉袋筋太郎
他の車に当て逃げされた直後に通りかかった強盗を終えた警察官に扮する西に、当て逃げされたから調査するよう訴えるが、軽くあしらわれる。

### 西夫妻が出会う人たち
担当医
演 - 矢島健一
美幸の担当。病気の完治が難しく、また子供を亡くした精神的ショックが大きい美幸のことを考えて、入院を続けるより家で過ごすことを西に勧める。
湖で水切りをするサラリーマン
演 - つまみ枝豆
湖らしき場所で水切りをしている男。隣でガラス瓶に挿した枯れた花に湖の水をあげる美幸を見て馬鹿にし、後ろから西に殴られる。
孫を連れた男
演 - ト字たかお
西夫妻と同時刻に孫とともに偶然寺社を訪れたおじいさん。孫に境内の鐘を見せ、今は鳴らないから鳴る時刻に来ようと提案して一旦帰ろうとするが、話を聞いていた西がイタズラで鐘を突然鳴らしたため、その音に驚く。
旅館の女将
演 - 松美里杷
雪が積もる土地にある旅館で働く。訪れた西夫妻をもてなす。その後、2人を追って旅館を訪れた中村から聞き込みを受ける。
凧を揚げる少女
演 - 北野井子
冬の晴れた日に西夫婦が見つめる中、浜辺で一人凧を揚げる。

### その他
取調べを受ける男
演 - 津田寛治
スナックでボーイに因縁を付けて大金をせしめようとしたため、中村から取り調べを受けるが、すぐバレるような嘘をつくために中村から制裁を受ける。
タクシーを売りに来る男
演 - アル北郷
20歳。おそらく盗難車のタクシーをスクラップ屋に持ち込み普通自動車第二種免許を取得できる前の年齢にもかかわらず「自分のタクシーだ」と言い張り、最後には恫喝されて逃げる。不良っぽい茶髪にラフな格好をしている。
田舎の親父
演 - 関時男
軽トラを運転中に接触事故に遭い、相手（スクラップ屋）の方が悪いのに理不尽な言いがかりをつけられ、泣き寝入りする羽目になる。その後、事故の際に壊されたヘッドライトの中古部品を買いに件のスクラップ屋に偶然訪れ再度トラブルとなる。
頭を撃たれるヤクザ
演 - 森羅万象
金を借りた相手であるヤクザの幹部を挑発したため東条に銃で頭を撃たれる。

## スタッフ
- 監督・脚本・編集・挿入画：北野武
- 音楽：久石譲
- 撮影：山本英夫
- 照明：高屋齋
- 美術：磯田典宏
- 録音：堀内戦治
- 助監督：清水浩
- 音響効果：帆苅幸雄、岡瀬昌彦
- 特殊メイク：原口智生
- ガンエフェクト：納富喜久男
- プロデューサー：森昌行、柘植靖司、吉田多喜男
- 協力プロデューサー：石川博（テレビ東京）、古川一博（エフエム東京）

## 製作

### 制作過程
- 当初、北野武が考えたタイトルは『たけし7作目』だったが、スタッフから当然ながらクレームが入り、仕方なくスタッフに任せることにした。すると『HANA-BI』というタイトルを提案された。「HANA（花）=生」と「HI（火）=死」という意味だと言われ、北野は「もし聞かれたら、そう答える」とスタッフに告げたという。
- 作中に登場する堀部の描いたものとして使われる絵は、北野が描いたものである。
- ラストシーンに無名の少女としてたけしの実娘である北野井子が出演した。

### 音楽
- 音楽を担当した久石は当初、本作にどういった音楽を付けるべきか悩んでいたが、北野から「アコースティックな世界で、きれいな音楽があるといいね」「きれいな弦が流れてさ。暴力シーンもあるんだけど、関係なくきれいな音楽が流れて…」と言われ、そこから迷いなく入っていけたという。そのため、前3作ではシンセサイザーやサンプリングを多用していたが、本作ではストリングスが主体となっている[1][2]。久石は本作について当時のインタビューで「音楽というのはね、実は映像とやるとすごく怖いんですよ。映像が一生懸命、丁寧にきめ細やかに作ったところにドーンとペンキを塗っちゃうようなものですから」と述べている[3]。

## 受賞・ノミネート
- 第54回ヴェネツィア国際映画祭 グランプリ（金獅子賞）
- カイエ・デュ・シネマ年間ベストテン第1位
- ヨーロッパ映画賞 インターナショナル映画賞
- ニューヨーク映画祭・ヨーロピアン・アカデミー賞「スクリーン・インターナショナル賞」
- サンパウロ国際映画祭・批評家賞
- オーストラリア映画批評家協会賞・外国作品賞
- 『1001 Movies You Must See Before You Die』選出
- 第53回毎日映画コンクール・日本映画優秀賞
- 第23回報知映画賞 邦画部門・最優秀作品賞、最優秀監督賞
- 第41回ブルーリボン賞・作品賞、監督賞、助演男優賞
- 第49回芸術選奨文部大臣賞映画部門
- 第22回日本アカデミー賞[4]
  - 最優秀賞 - 最優秀音楽賞
  - 優秀賞 - 作品賞/監督賞/脚本賞/主演男優賞/主演女優賞/助演男優賞/撮影賞/編集賞/照明賞/音響賞
- 第8回東京スポーツ映画大賞・作品賞・監督賞・主演男優賞・助演男優賞・助演女優賞
- 第72回キネマ旬報ベスト・テン・日本映画第1位
- 第20回ヨコハマ映画祭[5][6]
  - 日本映画ベストテン第3位
  - 助演男優賞 - 大杉漣
- 第42回三浦賞

## 公開
映画興行面で松竹系から独立系製作へ移行し好転することになった。また、長く日本映画の上映が禁止されていた大韓民国で、初めて映画館での封切り興行がされた。公開初日はテアトル銀座、新宿、池袋の順で舞台挨拶を敢行。北野武、岸本加世子、大杉漣、寺島進が登壇した。

## 反響・評価
北野が敬意を表明している黒澤明監督は「黒澤 明が選んだ百本の映画」に選び絶賛している。また、ジャン・リュック・ゴダールも高松宮殿下記念世界文化賞のために来日した際の会見で本作を激賞しており、ゴダールの出身であるフランスの映画批評誌『カイエ・デュ・シネマ』で北野が表紙を飾った特集も組まれた。

## テレビ放送
2018年2月21日に大杉漣が急逝（66歳没）した際、2月25日にテレビ東京で大杉の追悼番組として、本作を「特別編集版」として放送した（14:00 - 16:00、関東ローカル。その他、地方各局でも異なる放送日時でローカル枠にて追悼特番として放送された）。

## ロケ地
- 光明寺 (鎌倉市)
- 新潟県南魚沼市の温泉旅館「大沢館」
- 横須賀市野比海岸周辺
- 茨城県高萩市赤浜海岸（ラストシーン）
- 川崎地下街アゼリア（薬師寺保栄襲撃、射殺シーン）